# Claire Beyer
Claire Gertrud Beyer (* 13. Juli 1947 in Blaichach im Oberallgäu) ist eine deutsche Schriftstellerin.

## Leben
Beyer wuchs im Allgäu auf und zog mit 12 Jahren nach Baden-Württemberg. Sie ist gelernte Bankkauffrau. Nebenberuflich studierte sie Philosophie, Soziologie und Psychologie. Erst im Alter von 53 Jahren widmete sie sich hauptberuflich der Schriftstellerei. Ihr erster Roman Rauken erzählt von der Kindheit eines Mädchens in den Nachkriegsjahren in einer autoritär geprägten Großfamilie im Allgäu. Ihre Romane beginnen alle mit dem Buchstaben R.
Neben Romanen schreibt Beyer auch Lyrik, Erzählungen, Theaterstücke und Libretti. Für ihr Werk hat sie zahlreiche Literaturpreise erhalten, so das Große Landesliteraturstipendium Baden-Württemberg und den Journalistenpreis 2003 der Robert Bosch Stiftung. Zudem schreibt sie Essays und Kolumnen in Zeitungen, Magazinen und im Hörfunk.

### Mitgliedschaften
Beyer ist Mitglied im PEN-Zentrum Deutschland und im Verband deutsche Schriftstellerinnen und Schriftsteller.

### Familie
Beyer hat einen Sohn. Sie lebt in Markgröningen bei Ludwigsburg.

## Werke (Auswahl)
Romane
- Rauken. 1. Auflage. Frankfurter Verlagsanstalt, Frankfurt am Main 2000, ISBN 978-3-627-00074-5. Büchergilde Gutenberg 2001. Goldmann btb 2002. Monica Bleibtreu liest Rauken, Hörbuch Hamburg 2008. Frankfurter Verlagsanstalt 2013. 
  - Mauvaise herbe. Editions Jacqueline Chambon, Paris 2006, ISBN 2-87711-294-2 (französisch).
  - Uonsket. Hovedland, Hojbjerg 2002, ISBN 87-7739-555-7 (dänisch).
- Remis. 1. Auflage. Frankfurter Verlagsanstalt, Frankfurt am Main 2006, ISBN 978-3-627-00132-2. Goldmann btb 2008. Frankfurter Verlagsanstalt 2013.
- Rohlinge. 1. Auflage. Frankfurter Verlagsanstalt, Frankfurt am Main 2009, ISBN 978-3-627-00163-6.
- Refugium. 1. Auflage. Frankfurter Verlagsanstalt, Frankfurt am Main 2013, ISBN 978-3-627-00196-4. Goldmann btb 2015.
- Revanche. Frankfurter Verlagsanstalt, Frankfurt am Main 2019, ISBN 978-3-627-00268-8.

Erzählungen und Gedichte
- Literateam (Hrsg.): Und sehe die Dinge durch meine Sätze. Lyrik. Lempp, Schwäbisch Gmünd 1983, ISBN 978-3-920707-55-6.
- Viel gibt es nicht zu erzählen. In: Rainer Siegle, Jürgen Wolff (Hrsg.): Ich will Wolken und Sterne. Jeden Tag. Klett, 1985, ISBN 3-12-261440-5, S. 54.
- Literateam (Hrsg.): Die Zeit wird abgelesen … ungefähr. Kurzprosa. Schwenkbeck, Stuttgart 1985, ISBN 978-3-925635-00-7.
- Texte. Dillmann, Schwieberdingen 1989, ISBN 3-926838-03-5.
- Fellbacher Magie. Literarische Gänge. In: Fellbacher Hefte. Nr. 19. Stadt Fellbach, 2002, ISBN 978-3-9807598-2-3.
- Rosenhain – Sechs Geschichten von fünf Sinnen. Erzählungen. 1. Auflage. Frankfurter Verlagsanstalt, Frankfurt am Main 2003, ISBN 978-3-627-00103-2. Goldmann btb 2005. Frankfurter Verlagsanstalt 2013.
- Rottweiler Begegnung. Stadtarchiv Rottweil, 2003, ISBN 3-928873-23-7.
- Lese-Bilder-Kalenderbuch. Andreas Hackenberg, 2003, ISBN 3-937280-00-6.
- Barfuß übers Stoppelfeld. Stadt Markgröningen, 2008, ISBN 978-3-929948-12-7.
- Zur Zeit. Anthologie des Stuttgarter Schriftstellerhauses. Edition Kanalstraße 4, 2008, ISBN 978-3-00-025589-2.
- Summertime. Postcard Stories. Ars vivendi Verlag, 2008, ISBN 978-3-89716-808-4.
- Sommerkätzchen. Sonnige Katzengeschichten. Piper Verlag, 2010, ISBN 978-3-492-25842-5.
- Dirk Kruse (Hrsg.): Meine wunderbare Buchhandlung. Ars vivendi Verlag, 2010, ISBN 978-3-86913-037-8.
- Der Weihnachtssturm. In: Susanne Gretter (Hrsg.): Weihnachten in den Alpen. Insel, Berlin 2013, ISBN 978-3-458-35961-6, S. 60–70. Der Weihnachssturm. In: Statt Socken. Flotte Lektüre zur Weihnachtszeit. Reclam, Ditzingen 2018, ISBN 978-3-15-019545-1.
- Suche Basis. In: Stephan Koranyi, Gabriele Seifert (Hrsg.): Immer heiter auf der Leiter. Geschichten. 2013, ISBN 978-3-15-010910-6.
- Regenbogen. In: Stephan Koranyi, Gabriele Seifert (Hrsg.): Gute Tage - schöne Stunden. Feriengeschichten. 2014, ISBN 978-3-15-010977-9.
- Einer von uns. In: Alexander Kluy (Hrsg.): Fahrradspaß. Geschichten und Gedichte. Reclam, Stuttgart 2014, ISBN 978-3-15-010976-2.
- Vivien. In: Stephan Koranyi, Gabriele Seifert (Hrsg.): Weihnachtsüberraschung. 2015, ISBN 978-3-15-011037-9.
- Wunderbare Weihnacht. 1. Auflage. Dillmann, Schwieberdingen 2016, ISBN 978-3-926838-16-2.
- Angelo. In: Stephan Koranyi, Gabriele Seifert (Hrsg.): Weihnachten auf Besuch. Reclam, Stuttgart 2016, ISBN 978-3-15-011077-5.
- Die Blautanne. In: Stephan Koranyi, Gabriele Seifert (Hrsg.): Stille Nacht und Feuerwerk. Reclam, Ditzingen 2017, ISBN 978-3-15-011129-1.
- Das ist das Haus vom Nikolaus. In: Alexander Kluy (Hrsg.): Reclams Adventskalender 2017. Reclam, Ditzingen 2017.
- Buchhändlier Rogalsky. In: Martha Schoknecht (Hrsg.): Der schönste Ort der Welt. Diogenes, Zürich 2018, ISBN 978-3-257-24426-7.
- Inselkatzen. In: Gesine Dammel (Hrsg.): Fröhliche Kätzchen überall. Die schönsten Weihnachtsgeschichten. Insel, Berlin 2020, ISBN 978-3-458-68109-0.
- Der alte Amor. In: Gesine Dammel (Hrsg.): Weihnachten für Verliebte. Insel, Berlin 2020, ISBN 978-3-458-68110-6.
- Der Nussknacker. In: Jan Costin Wagner (Hrsg.): Stille Nacht, nie mehr erwacht. Krimis für die kalte Jahreszeit. Rowohlt, Hamburg 2020, ISBN 978-3-499-00483-4.